# Alessandro Natta
Alessandro Natta (n. 7 ianuarie 1918, Oneglia⁠(d), Imperia, Liguria, Italia – d. 23 mai 2001, Imperia, Liguria, Italia) a fost un politician italian.